# 金龍顕

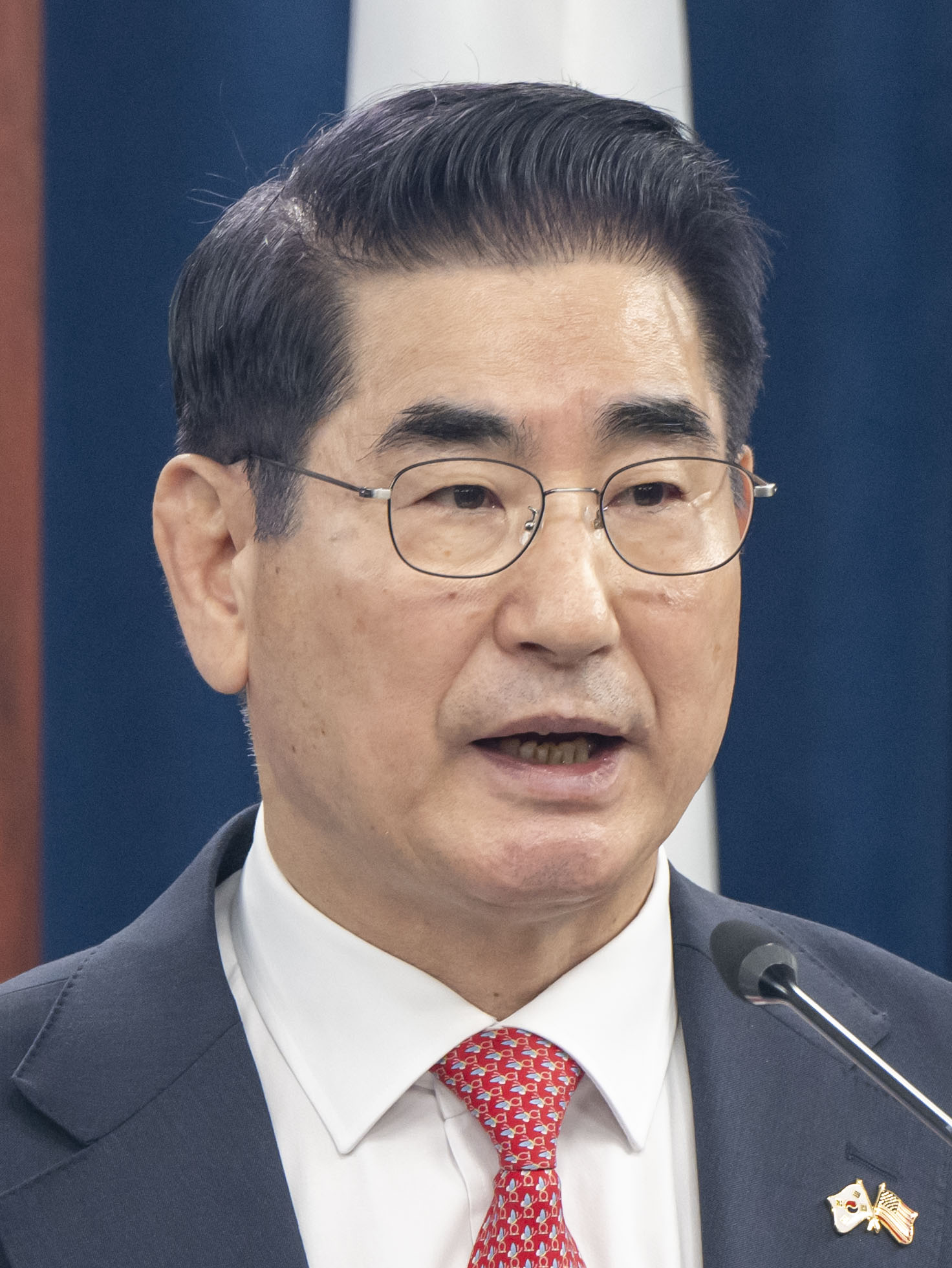
2024年

金 龍顕（キム・ヨンヒョン、韓国語: 김용현/金龍顯、1959年6月25日 - ）は、大韓民国の陸軍軍人、公務員。第31代首都防衛司令部司令官、第3代大統領警護処長、第50代国防部長官などを歴任した。

## 経歴
慶尚南道馬山市（現・昌原市）出身。沖岩高等学校、陸軍士官学校卒。陸軍少尉、首都防衛司令部司令官（2013年11月 - 2015年10月）を経て、合同参謀本部作戦本部長（2015年10月 - 2017年9月）を最後に除隊した。その後第3代大統領警護処長（2022年5月 - 2024年9月）、第50代国防部長官（2024年9月6日 - 2024年12月5日）を務めた。私立名門校とされる沖岩高等学校では2024年の戒厳令布告時の大統領尹錫悦の1年先輩であった。
2024年12月3日、尹錫悦大統領が議会で過半数を占める野党「共に民主党」が検察幹部の弾劾や政府予算案の拒否に動いていることを理由に非常戒厳を発令したが、国会が全会一致で戒厳令の解除を要求し、尹は戒厳令を数時間後に解除した。4日、金は尹に辞職を表明したと明らかにした。金は尹に非常戒厳を宣言するよう要請したとされる。尹は5日に金の辞任を受け入れた。
国防部の金善鎬次官と戒厳司令官を担った朴安洙陸軍参謀総長は5日に国会の国防委員会で証言し、軍部隊の戒厳兵の国会進入や戒厳司令官の任命などについては金が主導したと証言した。戒厳司令官に任命された際、朴は金からすべての軍事活動の責任を負うと言われたという。
金は内乱罪などで告発され、同年12月8日に検察により拘束された。9日、検察は内乱と職権乱用の容疑で金の逮捕状を請求した。検察は、金が内乱の首謀者ではなく、重要任務の遂行者として「尹と共謀して内乱を起こした疑いがある」と逮捕状に明記。尹を「首謀者」と認定したとみられる。10日、ソウル中央地裁が逮捕状請求を認め、検察は直ちに金を逮捕した。同日午後11時52分ごろ、拘置所のトイレで下着などをつなげてひもを作り、自殺を図った。法務部の幹部は、現在は「健康には異常がないと報告を受けた」としている。

## 人物
野戦司令官の経験が長く、猛将タイプだったともいわれる。かつて師団長時代の金の訓示を聞いた者によれば、攻撃的で北朝鮮への見方も冷戦時代の感覚をひきずっていたという。文在寅政権時に中将で軍を退役となり、これを政治的報復を受けたと考え、リベラル派政党を恨みに思っていた節があるという。